# Andrea Colombo
Pour les articles homonymes, voir Colombo (homonymie).
Andrea Colombo (né le 14 février 1974 à Bollate) est un athlète italien, spécialiste du sprint.

## Palmarès
Sur 200 m, il remporte le titre lors des Championnats d'Europe juniors d'athlétisme 1993.
Le 13 septembre 2001, il obtient son record personnel sur 200 m en 20 s 60 à Tunis, quand il termine second, mais dans le même temps, que le vainqueur Ánninos Markoullídis.